# Bartholomeus Johannes Gerretson
Bartholomeus Johannes Gerretson (Rotterdam, 1 december 1856 – aldaar, 29 oktober 1930) was een Rotterdamse verfhandelaar die namens de antirevolutionairen en CHP/CHU politiek actief was, en onder meer lid was van de Tweede Kamer der Staten-Generaal.
Bartholomeus Johannes Gerretson was een zoon van laken- en vernisfabrikant Bartholomeus Johannes Gerretson en Constantina Wilhelmina Hazelager. Hij volgde de mulo en trouwde in 1881 in Amsterdam met Anna Gesina van den Heuvel, met wie hij vier kinderen zou krijgen (waarvan een jong gestorven). Hij was (tot 1923) lid van de firma Gerretson en Rutteman, welke handelde in verfwaren, oliën en vernissen in Rotterdam.
Vanaf 1896 was Gerretson politiek actief, eerst namens de Vrij-Antirevolutionaire Partij, later bij de Christelijk-Historische Partij en de Christelijk-Historische Unie. In 1897 werd Gerretson in de gemeenteraad van Rotterdam gekozen, waar hij tot 1920 lid van zou blijven (hij was in 1910 nog een half jaar waarnemend wethouder van financiën). Vanaf 1904 was hij met een onderbreking van 2 jaar tot 1924 lid van de Provinciale Staten van Zuid-Holland, waar hij enige tijd fractievoorzitter was van de CHU-fractie.
In 1913 werd Gerretson bij tussentijdse verkiezingen ten faveure van Arie de Zeeuw gekozen in de Tweede Kamer. In 1917 werd hij herkozen, maar in 1918 was hij geen lid meer van de Kamer. Van 1921-1925 was hij nog een periode lid van de Kamer. Hij was vicevoorzitter van de CHU-Kamerfractie, en was een opvallend lid met soms afwijkende opvattingen. Hij hield zich vooral met financieel-economische aangelegenheden bezig, en diende in 1914 met Jan van der Molen nog een initiatiefwetsvoorstel in voor de exploitatie van zeehavens. Hij was ook lid van de Staatscommissie ter uitvoering van de Crisis-enquêtewet (vanaf 1919) en de Staatscommissie-Bruins (1919). Vanaf 1 mei 1923 is hij wegens ziekte niet meer verschenen in de Kamer, en hij was in oktober 1923 de enige afwezige bij de stemming over de omstreden Vlootwet, welke met 50 tegen 49 stemmen is verworpen, en leidde tot de kabinetscrisis van 1923. In 1925 bedankte hij uiteindelijk voor het Kamerlidmaatschap.
- Biografisch Portaal: 75859450
- International Standard Name Identifier: 0000 0003 9712 225X
- Nederlandse Thesaurus van Auteursnamen: 070171009
- Parlement.com: vg09ll0zrpzz
- Virtual International Authority File: 292217257
- WorldCat: E39PBJfMmPPVxBkmB4C4JpHXBP